# 茶巴乡
茶巴乡（藏語：བྲག་པ་），是中华人民共和国西藏自治区日喀则市仁布县下辖的一个乡镇级行政单位。

## 行政区划
茶巴乡下辖以下地区：
曲参村、甲村、吉米村、帮青村、吴米村、岗堆村、贡热村、查巴村和玉拉村。